# 吊带袜天使
《吊帶襪天使》（日語：パンティ&ストッキングwithガーターベルト）是由今石洋之執導，GAINAX製作的日本電視動畫以及以此為基礎的漫畫作品，自2010年10月開始播放至12月完結。本作工作人員大塚雅彦、今石洋之和舛本和也等人在2011年上旬製作本作之後便離開GAINAX，成立新公司TRIGGER。

## 概要
繼今石洋之之前的企劃《天元突破紅蓮螺巖》播出後，製作團隊的工作人員曾進行了一次休息和放鬆的旅行。當時他們在醉醺醺的情況互相發表新作的意見，幾乎所有動畫的概念都是在最初的旅行中完成的。包括主要角色的名字「Panty」和「Stocking」。因此，許多製作《天元突破紅蓮螺巖》的工作人員，包括導演今石和作為角色設計的錦織敦史都參與了本作的製作在電視動畫之前，今石導演在2010年8月號《月刊新類型》來連載《吊带袜天使》短篇漫畫，漫畫家TAGRO則在2010年9月號的《少年王牌》連載本作的漫畫版。
為該系列提供最初構想的若林厚史引用了美國成人動畫，如《卡通明星大亂鬥》，作為該劇的靈感來源。但不少鏡頭則採用日本動畫風格的製作和設計，每篇故事都都包含色情和黑色幽默的表達。此外故事後半段敵人的爆炸場景以特攝式的真人技術拍攝，每個故事的標題字幕都是對過去電影的模仿，包括美國電影。在劇中還可以看到許多來自日本和美國的電影、動漫等各種作品的戲仿。
在播映後，《吊带袜天使》被第15屆日本新媒體動漫藝術節動畫部門節評委選為推薦作品。還製作了英文配音版本。本作也是GAINAX最後一部在NTSC制式全集播出的動畫作品。
2016年，GAINAX在推特上公告了有關本作的新情報，結果是補足設定的官方漫畫而非第二部動畫。
截至2021年，Khara持有該作品的版權。但在2022年，TRIGGER於Anime Expo宣布製作該動畫的新作企劃，並在2023年於Anime Expo宣布將正式接管該作品的版權，同時公佈了新項目《新吊带袜天使》（NEW PANTY AND STOCKING）系列劇集的製作，預定2025年7月9日開播。TRIGGER将于2025年7月4日晚间在Anime Expo 2025举办《新吊带袜天使》全球首映。

## 故事大綱

在動畫中看到的墮天使城的旗幟參考了日本和美國的國旗。

位於天堂與地獄之間的墮天使城（Daten City），長期飽受由人類慾望實體化而成的惡靈（Ghost）侵襲。因行為不檢而被踢出天堂的天使姊妹——Panty與Stocking，必須在Garterbelt的指示下殲滅惡靈，並得到代表功績的天堂金幣（Heaven Coins）作為回報，達成目標即可回到天堂。然而天使姊妹在墮天使城的日常生活，顯然有相當程度的病態興趣......

## 登場人物

### 主要角色
Panty（聲：小笠原亞里沙（日語）；傑米·馬爾奇（英語））
天使姊妹的姊姊。有著一頭下端捲翹的金色長髮。性格大而化之。
喜歡享受性愛的好色女孩，目標是睡遍1000名男人。喜歡吃辣的食物。
生活習慣不佳，房間髒亂。常利用運動來強身。意外地替妹妹Stocking著想。
戰鬥上屬於力量型，可以將內褲化為名叫「Back Lace」（バックレース）的自動手槍，射出力量強大的子彈。擅長槍械，但因為使用一般武器之後會留下火藥味，因此仍舊偏好使用Back Lace。
可使用其他人的內褲做為武器，但還是以女性的內褲最優秀，用男性的內褲做武器時，槍隻性能會依內褲主人的陽具大小而有變化。
名字意譯為女性內褲（panties）。
Stocking（聲：伊瀨茉莉也（日語）；莫妮卡·里亞爾（英語））
天使姊妹的妹妹。長髮，外側深藍，內側為粉紅色。巨乳，喜好哥德式打扮。通常穿著連衣短裙及藍黑相間的長筒條紋襪。
極度喜歡甜食，且擁有吃不胖的體質。
手中總是抱著「骨頭小貓咪」Honekoneko的布偶。布偶內建火焰噴射器。
講話毒舌。比起姊姊顯得穩重許多，但遭到激怒時會變得比姊姊還凶暴。
有極強的被虐倾向，酷愛被綑綁，也曾因電擊而高潮。挑男人的品味極其地差。
戰鬥上屬於技巧型，攻擊多變而快捷。腳上的絲襪可以變成名為「Stripes I&II」的武士刀。可以脫下兩隻襪子使用二刀流。
名字意譯為絲襪。
在《新吊带天使》中出现了假名汉字混写的名字スド金，这可能是亚马逊中文版的汉译“丝朵金”的由来。
Garterbelt（聲：石井康嗣（日語）；克里斯托弗·R·薩巴特（英語））
墓園丘教會（セメタリーヒルズ教会）的神父，兩姊妹的上司，負責分派任務。
雖然外表看似嚴肅，色慾卻過於常人，且有同性戀傾向。
對自己的爆炸頭極為自傲。
在禮拜堂之下有秘密通道，祕密通道的最深處是他用來特訓（其實是BDSM）的房間。神父的衣服下面只有穿著黑色的女用內褲、吊襪帶，以及一雙網襪。
原本是窮凶惡極的犯罪者，一路爬升到黑社會的老大，在死後被上帝選來當地獄門之鑰的監管人。但是在認命的接受任務之前卻也是一個能對上帝落狠話的人，後來被扔回地球剛成型的時候作為試煉，重新走過了地球的全部歷史，並在十字軍東征的時代瞭解了自己的使命。
在遠古時代被猴子用骨头攻击。
來到伊甸園的時候，吃到了禁果。
遭遇大洪水而上了挪亞方舟，此時鴿子叼來了上帝給他的信。
摩西跟他的追隨者在過紅海時被他嚇到過。
法老的詛咒和會動的木乃伊之類的恐怖傳說都與他有關。
於與Corset一戰後同時成為地獄之王的委託人，成為惡魔姊妹的上司。
名字意譯為吊襪帶。
Chuck（聲：中村隆史（日語）；伊恩·辛克萊（英語））
教會所飼養的綠色生物，相當瘋狂。
老是受到欺凌。每當有神諭時，便會遭到雷擊，從口中吐出寫有與事件關聯的紙。
具有不死的能力。
腦裡住了一個貌似惡魔的紅色男性。臀部的拉鍊拉開後反轉會變回他真正的樣子，外型為巨大的四足怪獸，頭上長了兩隻大角，且全身具有與惡靈一樣的色彩。
名字為拉鏈商標「Chuck」。
Brief（聲：吉野裕行（日語）；喬爾·麥克唐納（英語））
本名為Briefers Rock，城市學園的高智商少年，卻因懦弱性格成為同學眼中的超級怪咖。被Panty稱為「技客男孩」（Geek Boy）。
其實是個家境富裕的二代俊男，但甘願以瀏海遮住眼睛，享受御宅族群體的身份認同。是Panty的第1000名性交對象，但同時也是Panty的第1名的性交對象。
喜歡研究神秘學。
在見識過Panty的戰鬥和美貌後拜倒在其石榴裙下，並因此受盡虐待。在Corset一戰後開始被對方稍為重視。
具有極大的生殖器，他的內褲能夠被Panty變化為霰彈槍，讓她震驚不已。
為Hell's Monkey的血脈，生殖器能變成地獄門的鑰匙。
名字意譯為三角褲。
See-Through
天使姊妹持有的粉紅色悍馬越野车，平常收納於Garterbelt的教會的地下。
擁有自我意識，有汽車導航功能，且在垂直的牆面或其他狀況下也能行走。
名字意譯為透明衣物。

### 敵人
Corset（聲：千葉繁（日語）；克里斯托弗·艾爾斯（英語））
促使惡靈橫行的人。墮天城的市長，也是本作中的主要敵人，意圖釋放地獄終極惡靈的力量以掌管三界。
名字意譯為馬甲。
Scanty（聲：小松由佳（日語）；科琳·克林肯比德（英語））
惡魔姊妹的姊姊。皮膚是血紅色，有着一頭綠色的長髮，頭上有一對角。
強調跟隨規矩處事，很容易為成功實行而興奮。但做事不多用腦，再好的計畫也會被她搞砸。
與Panty一樣將內褲變化成雙槍做為武器。槍種為左輪手槍，造型較為細長。
名字意譯為極短的內褲。
Kneesocks（聲：藤村步（第一部）、渡邊明乃（新吊帶襪天使）（日語）；切拉米·利（英語））
惡魔姊妹的妹妹。眼鏡娘（為無框眼鏡）。皮膚是血紅色，額頭長有一隻角。
個性硬直又過分優雅，做人沒有圓滑度，但在各種兼職得到不俗評價。跟姊姊在一起時很容易害羞，盲目地附和，因此也十分崇尚規矩。
使用過膝長襪變化成的鐮刀作為武器。
名字意譯為膝上襪。
Fastener（聲：槙口美紀（第一部）、夏吉優子（新吊帶襪天使）（日語）；克里斯托弗·貝文斯（英語））
類似Chuck的生物，具有黃眼與粉紅色的外觀。與Chuck是死對頭，過去曾追走Chuck心儀的對象。
有相當程度的戰鬥能力，日常形態的力量在Chuck之上。
腦裡住了一個貌似惡魔的紅色女性。頭上的拉鍊拉開後反轉會變回他真正的樣子，外型為雙頭龍，且全身具有與惡靈一樣的色彩。
名字意譯為拉鏈。
G-String
惡魔姊妹持有的漆黒色SUV加長型賓士G Class。
由Fastener擔任司機。在任何狀況下也能走動，潛人水中能變成潛水艇，設有自爆裝置。
名字意譯為G弦褲。

### 惡靈
Ghost為身似熔岩的紅黑生物，因人類未完的慾望而實體化。
| 登場集數 | 名稱                                                             | 描述                                                                   |
| -------- | ---------------------------------------------------------------- | ---------------------------------------------------------------------- |
| 1        | 巨大便便（，聲：柴田秀勝）                                       | 因工作時被惡臭窒息而死的維修水管工人形成的惡靈。                       |
| 2        | 瘋狂計程車司機（，聲：岩田光央）                                 | 渴忘熱血飛馳速度感的執念變成的惡靈。                                   |
| 3        | 蜂后（，聲：遠藤綾）                                             | 對成為校園注目的女王有極大渴望的惡靈，可同時使用大量蜜蜂形武器。       |
| 5        | 小血帽與女屍鬼（，聲：三宅健太）                                 | 專搞仙人跳敲詐勒索的二位一體惡靈。                                     |
| 6        | 考伯氏腺分秘物（，聲：藤村步、水原薰、槙口美紀、小松由佳）       | 一群精子因沒法突破界限而異變的惡靈。                                   |
| 7        | 超重惡魔（，聲：勝生真沙子）                                     | 不甘減肥的折磨和瘦弱風潮的惡靈。                                       |
| 8        | 神秘內褲之星（，聲：大塚芳忠）                                   | 好色心態並搶奪吞食所有人的內褲的惡靈。                                 |
| 9        | 臭彈惡靈（，聲：杉田智和）                                       | 迷惑眾人不斷挖鼻孔的惡靈。                                             |
| 10       | 嘔吐物惡靈（）                                                   | 因無法回家和酒醉困擾而產生的龐大惡靈。                                 |
| 11       | 人造惡靈（）                                                     | 利用邪惡能量的惡靈石（Ghost Stone）量產出的無慾望無感情惡靈。          |
| 11       | 小猿猴惡靈（，聲：愛河里花子）                                   | 人生敗組化身的惡靈。                                                   |
| 12       | 地球外生命體惡靈（，聲：玄田哲章（柯斯文）、加藤精三（麥斯登）） | 地球外敵對生命體因戰鬥意慾而合成惡靈。                                 |
| 13       | 金錢惡靈（）                                                     | 因對金錢的慾望所產生的惡靈，靠不斷的吃下人世的金錢來成長。             |
| 14       | 殭屍惡靈（）                                                     | 惡靈受殭屍藥感染而出現的變異體。                                       |
| 15       | 丈夫惡靈（）                                                     | 在公園被殺害的性情溫和的惡靈，天使們被指控犯下罪刑而被公開審判。       |
| 15       | 妻子惡靈（，聲：生天目仁美）                                     | 丈夫惡靈的妻子。                                                       |
| 16       | 海洋生物惡靈（）                                                 | 由於惡魔姊妹把藥灑在海中，導致眾多生物變成的惡靈。                     |
| 17       | 帕特里克·法格利（，聲：谷山紀章）                                | 被Stocking一見鍾情的惡靈，是由不知戀愛的滋味就死去的男子的迷戀所生成。 |
| 28       | The Other Gods（）                                               | 被封印在墮天使城地下的終極惡靈。                                       |

## 口號
天使和惡魔們在使用能力時所呼喊的口號，同時有時候畫面會忽然切換為日系風格。
天使的口號
「彷徨於天地間的迷途之子、誕生於汝心的邪惡之靈，以包裹少女柔膚的羽衣，將所有污穢、泥淖、渣滓、餘燼，化灰歸於天地，懺悔吧！」
惡魔的口號
「粉碎吧大地，乾涸吧大海，燃燒殆盡吧太陽；賜予吾等統領天下的地獄魔王之力！」

## 電視動畫

### 製作人員

#### 吊带袜天使
- 原作、企劃、動畫製作：GAINAX
- 監督：今石洋之
- 副監督：大塚雅彦
- 系列構成：GEEKFLEET
- 主要人物设定：錦織敦史
- 概念設計：吉成曜
- 概念企劃：若林廣海
- 風格協調：小山重人
- 美術監督：野村正信（Studio美峰）
- 色彩設計：垣田由紀子（T2 STUDIO）
- 剪輯：植松淳一
- 摄影監督：諸橋文彦
- 音乐、音樂監製：☆Taku Takahashi（m-flo）& TCY Crew（TeddyLoid）
- 音樂製作：☆TCY Recordings
- 音響監督：岩浪美和
- 製作：PSG製作委員會（GAINAX／GEEKS）

#### 新吊带袜天使
- 原案：GEEKFLEET
- 監督：今石洋之
- 副監督：若林廣海、古川晟
- 系列構成：今石洋之、若林廣海
- 人物设定原案：錦織敦史
- 人物设定：小山重人、Sushio（日语：すしお）、坂本勝
- 美术导演：小山重人
- 概念設計：吉成曜
- 概念企劃：若林廣海
- 風格協調：小山重人
- 美術監督：野村正信
- 色彩設計：垣田由紀子
- 剪輯：植松淳一
- 摄影監督：志良堂胜规
- 音乐制作人：☆Taku Takahashi（m-flo）
- 音響監督：浦狩裕树
- 動畫製作：TRIGGER
- 製作：NPSG製作委員會

### 音樂
本作的配樂由TCY Force負責，並由M-Flo成員☆Taku_Takahashi製作。原聲帶於2010年12月29日正式發行。CD中收錄了一首隱藏曲目。第4卷藍光／DVD特裝版另附贈CD，內容包含部分原聲帶曲目的電視播出版本，以及未曾發行的樂曲。
第二張專輯《吊帶襪天使 THE WORST ALBUM》於2011年7月20日發行，包含24首曲目，包括原版動畫配樂中先前歌曲的混音、一些新歌以及《Cherry Corrida》電視劇曲目。

### 乐曲
吊带袜天使
片头曲《Theme for Panty & Stocking》（1-10）
作曲：☆Taku Takahashi，作詞、歌：Hoshina Anniversary
片尾曲《Fallen Angel》（1-10）
作曲：☆Taku Takahashi，作詞：LISA&Mitsunori Ikeda，歌：Aimee B
第17話插曲《CHOCOLAT》
創作：☆Taku Takahashi，作詞・作曲：☆Taku Takahashi & Emyli，歌：TCY FORCE feat. Mariya Ise，特別嘉賓：Arisa Ogasawara
第10回片尾曲《D City Rock》
作曲：TeddyLoid，作词：Lisa，效果：☆Taku Takahashi
第13回片尾曲《Champion》
作曲：☆Taku Takahashi & Emyli，作词：Emyli，歌：TCY FORCE feat. Emyli
新吊带袜天使
片头曲《Theme of New PANTY ＆ STOCKING》
歌：TeddyLoid＆☆Taku Takahashi with Ashley＆E.V.P
片尾曲《Reckless》
歌：m-flo loves Adee A.

### 各集列表
| 回数   | 集数   | 日文标题 | 中文标题            | 大綱     | 劇本       | 分镜                      | 演出       | 作画監督                     | 恶搞来源       |
| ------ | ------ | -------- | ------------------- | -------- | ---------- | ------------------------- | ---------- | ---------------------------- | -------------- |
| 第1回  | 第1話  |          | 无仁义的排泄        |          | 今石洋之   | 今石洋之                  | 今石洋之   | 錦織敦史                     | 无仁义之战     |
| 第1回  | 第2話  |          | 死亡竞速2010        | 大塚雅彦 | 今石洋之   | 大塚雅彦                  | Sushio     | 死亡竞速2000                 |                |
| 第2回  | 第3話  |          | 蜜蜂的喧鬧          | 若林廣海 | 錦織敦史   | 富田浩章                  | 小島大和   | 蜜蜂的私語                   |                |
| 第2回  | 第4話  |          | 慾望墮天城          | 若林廣海 | 瀨古浩司   | 中村章子                  | 中村章子   | 中村章子                     | 慾望都市       |
| 第3回  | 第5話  |          | 激斗俱乐部          | 錦織敦史 | 大塚雅彦   | 山本沙代                  | 山本沙代   | 小野田将人                   | 搏击俱乐部     |
| 第3回  | 第6話  |          | 低俗的沉迷          |          | 小山重人   | 樋口真嗣                  | 大塚雅彦   | 芳垣祐介                     | 低俗小说       |
| 第4回  | 第7話  |          | 减肥综合症          | 大塚雅彦 | 小松田大全 | 富田浩章                  | 本村晃一   | 危機                         |                |
| 第4回  | 第8話  |          | 裸舞青春            | 若林廣海 | 益山亮司   | 友田政晴                  | 益山亮司   | 歌舞青春                     |                |
| 第5回  | 第9話  |          | 鼻孔傳奇            | 今石洋之 | 板垣伸     | 板垣伸                    | 板垣伸     | 本村晃一                     | 神鬼傳奇       |
| 第5回  | 第10話 |          | 嘔吐點              |          | 瀬古浩司   | 小林治                    | 小林治     | 向田隆                       | 粉身碎骨       |
| 第6回  | 第11話 |          | 像惡魔的女人們      | 今石洋之 | 大塚雅彦   | 今石洋之                  | 大塚雅彦   | 錦織敦史                     | 婦心毒似鶴頂紅 |
| 第7回  | 第12話 |          | 變形天使            |          | 若林廣海   | 雨宮哲                    | 雨宮哲     | 雨宮哲                       | 變形金剛       |
| 第7回  | 第13話 |          | 人為財裸            | 大塚雅彦 | 山口智     | 山口智                    | 山口智     | 杀手                         |                |
| 第8回  | 第14話 |          | 活死人的...         | 今石洋之 | 瀬古浩司   | 木村隆一                  | 木村隆一   | 芳垣祐介                     | 活死人黎明     |
| 第8回  | 第15話 |          | 一隻怒靈            |          | 大塚雅彦   | 小松田大全                | 小松田大全 | 桑名郁朗                     | 十二怒漢       |
| 第9回  | 第16話 |          | 當天使換上泳衣      | 錦織敦史 | 大塚雅彦   | りょーちも                | りょーちも | 當她換上泳衣                 |                |
| 第9回  | 第17話 |          | 惡靈 墮天使城的幻影 | 鶴巻和哉 | 大塚雅彦   | 木村隆一                  | 山口智     | 人鬼情未了                   |                |
| 第10回 | 第18話 |          | Brief大奇航         | 今石洋之 | 若林廣海   | 摩砂雪                    | 伊東伸高   | 伊東伸高                     | 惊异大奇航     |
| 第10回 | 第19話 |          | Chuck到未來         | 小山重人 |            | 富田浩章                  | 富田浩章   | 杉泊朋子                     | 回到未來三部曲 |
| 第10回 | 第20話 |          | Chuck到未來PART2    | 小山重人 | 樋口真嗣   | 三次元                    | 三次元     |                              | 回到未來三部曲 |
| 第10回 | 第21話 |          | Chuck到未來PART3    | 小山重人 | 小倉陳利   | 大塚雅彦                  | 小倉陳利   |                              | 回到未來三部曲 |
| 第10回 | 第22話 |          | HELP！二人是天使    |          | 錦織敦史   | 錦織敦史                  | 小島大和   | Help!                        |                |
| 第11回 | 第23話 |          | 神父往事            | 若林廣海 | 吉成曜     | 吉成曜                    | 吉成曜     | 美國往事                     |                |
| 第11回 | 第24話 |          | 王牌床務            | 瀬古浩司 | 平松禎史   | 西垣庄子                  | 西垣庄子   | 王牌任務                     |                |
| 第12回 | 第25話 |          | 墮天使城機密        | 瀬古浩司 | 今石洋之   | 若林廣海 植松淳一（剪接） | 小島大和   | 洛城机密                     |                |
| 第12回 | 第26話 |          | Panty與Brief        | 若林廣海 | 錦織敦史   | 大塚雅彦                  | 芳垣祐介   | 羅密歐與茱麗葉之後現代激情篇 |                |
| 第13回 | 第27話 |          | 牢騷女              | 若林廣海 | 大塚雅彦   | 今石洋之                  | Sushio     | 絕地戰警                     |                |
| 第13回 | 第28話 |          | 牢騷女太牢騷        | 若林廣海 | 今石洋之   | 今石洋之                  | Sushio     | 絕地戰警2                    |                |

DVD及Blu-ray第5卷特別收錄短篇「Panty&Stocking in Sanitarybox」
| 集数 | 日文标题 | 中文标题         | 劇本     | 分镜     | 演出     | 原畫          | 恶搞来源                |
| ---- | -------- | ---------------- | -------- | -------- | -------- | ------------- | ----------------------- |
| 1    |          | 英雌採訪         | 若林廣海 | 今石洋之 | 今石洋之 | 春藤佳奈      | 英雄採訪                |
| 2    |          | 活死人的怪咖     | 若林廣海 | 今石洋之 | 今石洋之 | 雨宮哲        | 活死人黎明              |
| 3    |          | 墮天使城地圖     | 若林廣海 | 今石洋之 | 今石洋之 | 杉泊朋子      | 世界地图                |
| 4    |          | Chuck到未來PART4 | 小山重人 | 小山重人 | 山田豐徳 | 山田豐徳      | 回到未來系列            |
| 5    |          | 傻頭兒的兄弟     | 小山重人 | 今石洋之 | 今石洋之 | 後藤望 坂本勝 | Brothers of the Head    |
| 6    |          | 第B地區          | 小山重人 | 今石洋之 | 今石洋之 | 杉泊朋子      | 第九禁區                |
| 7    |          | 理髮師的惡妻     | 大塚雅彦 | 今石洋之 | 今石洋之 | 米山舞        | Le Mari de la coiffeuse |
| 8    |          | 牢騷閃亮         | 大塚雅彦 | 今石洋之 | 今石洋之 | 小野田將人    | Flashdance              |

### 新吊帶襪天使
| 话数 | 标题                 | 故事原案          | 劇本              | 分鏡            | 演出            | 作畫監督                 | 惡搞來源         | 首播日期      |
| ---- | -------------------- | ----------------- | ----------------- | --------------- | --------------- | ------------------------ | ---------------- | ------------- |
| #01  | 吊带袜天使           | 若林廣海          | 上野貴美子        | 今石洋之        | 古川晟          | 坂本勝 Sushio            |                  | 2025年 7月9日 |
| #02  |                      | 今石洋之          | 今石洋之 山崎莉乃 | 今石洋之        | 下平佑一        | 荒井洋紀                 |                  | 7月16日       |
| #02  |                      | 若林廣海          | 山崎莉乃          | 雨宮哲          | 下平佑一        | 佐藤皓宏 郡安俊兵        |                  | 7月16日       |
| #03  | S計劃 史上最壞的道場 | 若林廣海 山崎莉乃 | 山崎莉乃          | 小倉陳利        | 河野友紀        | 芳垣祐介                 | A計劃續集        | 7月23日       |
| #03  |                      | 山崎莉乃          | 山崎莉乃          | 大谷彩繪        | 大谷彩繪        | 安部葵                   |                  | 7月23日       |
| #03  | F*CK＆FURIOUS        | 小山重人          | 小山重人          | 今石洋之        | 中野廣大        | 真野佳孝                 |                  | 7月23日       |
| #04  |                      | 上野貴美子        | 上野貴美子        | Yostar Pictures | Yostar Pictures |                          |                  | 7月30日       |
| #04  |                      | 若林廣海          | 山崎莉乃          | Yostar Pictures | Yostar Pictures |                          |                  | 7月30日       |
| #04  | 为昨日而战！         | 五十嵐海          | 五十嵐海          | 五十嵐海        | 五十嵐海        | 五十嵐海                 |                  | 7月30日       |
| #05  | 終極雷霆姊妹         | 大井翔            | 上野貴美子        | 大井翔          | 中野廣大        | 大井翔 佐藤皓宏          | 終極雷霆彈       | 8月6日        |
| #05  | 變種Garterbelt       | 上野貴美子        | 上野貴美子        | 中島政興        | 中島政興        | 武井紅璃 出口敦也        |                  | 8月6日        |
| #05  | 牢騷女連環殺人！     | 古川晟            | 古川晟            | 古川晟          | 古川晟          | 芳垣祐介 半田修平 安部葵 | 模特兒連環殺人！ | 8月6日        |
| #06  | 天使兄弟現身         | 今石洋之 若林廣海 | 上野貴美子        | 今石洋之        | 河野友紀        | 土肥志文 菅野一期        |                  | 8月13日       |
| #07  |                      | 若林廣海          | 山崎莉乃          | 小倉陳利        | 中野廣大        | 荒井洋紀                 |                  | 8月20日       |
| #07  |                      | 上野貴美子        | 上野貴美子        | 吉成曜          | 宮島善博        | 吉成曜 芳垣祐介 千田崇史 |                  | 8月20日       |

### 播放电视台
| 播放地區 | 播放電視台   | 播放日期        | 播放時間（UTC+9）  | 播放系列   | 備註            |
| -------- | ------------ | --------------- | ------------------ | ---------- | --------------- |
| 日本全域 | BS日本       | 2010年10月1日 - | 周五 27:00 - 27:30 | BS衛星廣播 |                 |
| 神奈川縣 | 神奈川電視台 | 2010年10月2日 - | 周六 25:00 - 25:30 | 独立UHF局  |                 |
| 福岡縣   | TVQ九州放送  | 2010年10月3日 - | 周日 27:00 - 27:30 | TXN        |                 |
| 千葉縣   | 千葉電視台   | 2010年10月4日 - | 周一 25:30 - 26:00 | 独立UHF局  |                 |
| 兵庫縣   | SUN電視台    | 2010年10月4日 - | 周一 25:40 - 26:10 | 独立UHF局  |                 |
| 岐阜縣   | 岐阜放送     | 2010年10月4日 - | 周一 25:45 - 26:15 | 独立UHF局  |                 |
| 東京都   | TOKYO MX     | 2010年10月5日 - | 周二 26:30 - 27:00 | 独立UHF局  |                 |
| 三重縣   | 三重電視台   | 2010年10月5日 - | 周二 26:50 - 27:20 | 独立UHF局  |                 |
| 埼玉縣   | 埼玉電視台   | 2010年10月7日 - | 周四 26:00 - 26:30 | 独立UHF局  |                 |
| 日本全域 | AT-X         | 2010年10月8日 - | 周五 23:00 - 23:30 | 付費電視   |                 |
| 日本全域 | NICONICO動畫 | 2010年10月9日 - | 周六 12:00 更新    | 网络电视   | 最新話1週內免費 |

## 漫畫版
與動畫同名的漫畫版由TAGRO作畫，於《Young Ace》2010年9月號至2011年7月號期間連載。TAGRO與導演今石洋之在尚未成名時即有交情。該版本的劇情設定為動畫的前日談，單行本由角川書店出版（角川コミックス・エース），ISBN 978-4047157132，於2011年6月4日發行。
導演今石洋之親自執筆的漫畫，最初刊載於《月刊NEWTYPE》，之後轉至《月刊Anime Style》連載。全篇內容後來收錄於《今石洋之動畫畫集 特別套裝版》所附的冊子《Panty & Stocking with Garterbelt in MangaStrip Preamy Creamy Edition》中。

## 評價
2019年，娛樂網站《Polygon》將本作列入2010年代最佳動畫之一，讚譽其「以風格化動畫手法呈現出粗俗卻荒謬有趣的幽默感」。 同年，Crunchyroll也將其納入「2010年代百大最佳動畫」名單。 IGN亦將其評為2010年代最佳動畫系列之一，形容本作是「一場粗野但有趣的視覺盛宴，融合對西方動畫的致敬與出色的配樂」。
儘管獲得一部分好評，《吊帶襪天使》在評論界的評價卻相當兩極。Anime News Network的Carl Kimlinger批評該作「令人反感」且「大多數時候不好笑」。 該網站在針對單集的評論中也屢次指出，作品形式重於內容，其喜劇風格即便製作精良，仍被普遍視為低俗、令人不適，甚至欠缺品味。同站的評論人Gia Manry則指出，作品視覺與音效過於強烈，劇本表現乏力，最終僅給予1顆星（滿分5顆）的低評價。Jacob Chapman亦形容該作品「混亂不堪」，並稱其「瀰漫著令人窒息的不適氛圍」，觀感極差。
相對而言，《Comics Alliance》的David Brothers則對本作給予肯定。他形容作品猶如《萊恩和史丁比》與《搞怪拍檔》的「不潔聯姻」，並稱其「粗俗、噁心卻充滿樂趣」。他進一步指出，作品成功結合各種截然不同的風格與素材，是一部愚蠢得別具藝術感的喜劇動畫，展現出資深動畫師的獨到巧思與執行力。，《Japanator》的Mike LeChevallier亦認為，儘管本作劇情結構略顯起伏不定，但其鮮明風格、出色音樂與角色設計，足以支撐觀眾從頭看到尾。